# Bayabas
Bayabas es un municipio filipino de quinta categoría, situado en la parte nordeste de la isla de Mindanao. Forma parte de la provincia de Surigao del Sur situada en la Región Administrativa de Caraga, también denominada Región XIII. Para las elecciones está encuadrado en el Primer Distrito Electoral.

## Geografía
Situado en el centro-este  de la provincia, 19 km al sureste  de la ciudad de Tandag,  capital de la provincia.
Su término, el de menor extensión superfciial de la provincia,  linda al norte y al este con el mar de Filipinas; al sur con el municipio de Caguáit; y al oeste con el municipio de Tago.

### Barrios
El municipio  de Bayabas se divide, a los efectos administrativos, en 7 barangayes o barrios, conforme a la siguiente relación:
| - Amag - Balete (Población) | - Cabugo - Cagbaoto | - La Paz - Magobawok (Población) | - Panaosaguón (Panaosawon) |

### Demografía
Tal como consta en el censo del año  2000 el municipio contababa con una población de  7,706personas que habitaban 1,290 hogares.

### Comunicaciones
Su Población, Baleta,  se encuentra en la S00300, Carretera de Surigao a Dávao por la costa (Surigao-Davao Coastal Rd) entre las localidades de Gamut, al oeste  y Caguait, al este.

## Historia
El actual territorio de la provincia de Surigao del Sur fue parte de la provincia de Caraga durante la mayor parte de la Capitanía General de Filipinas (1520-1898).
Así, a principios del siglo XIX la isla de Mindanao se hallaba dividida en siete distritos o provincias.

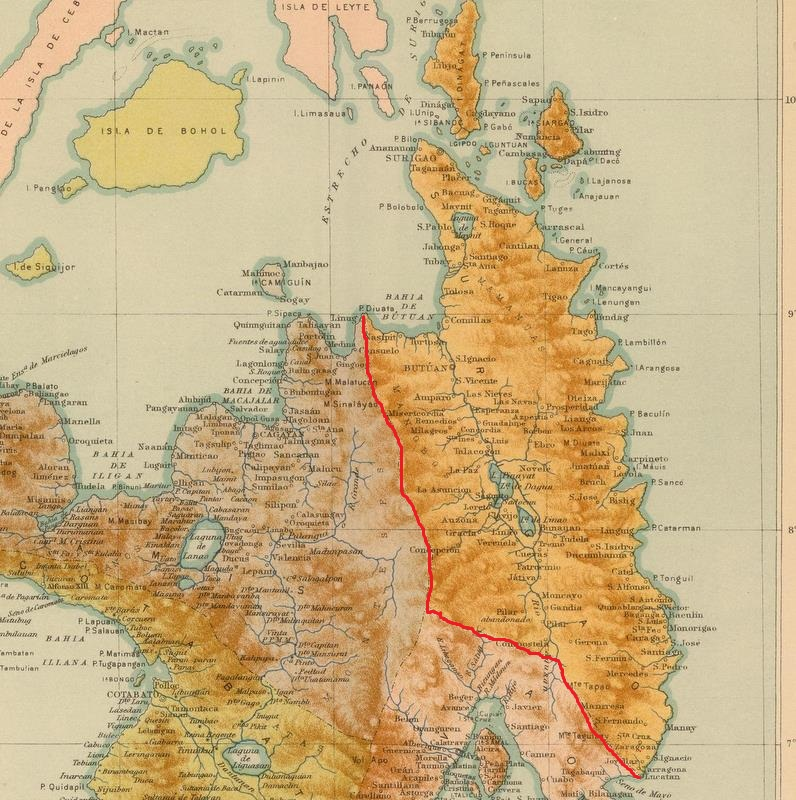
Provincia de Surigao en 1899.

El Distrito 3º de Surigao, llamado hasta 1858  provincia de Caraga, tenía por capital el pueblo de Surigao e incluía la  Comandancia de Butuan.
Uno de sus pueblos era Tándag que entonces contaba con  8.345, con las visitas de Tago, Tigao, Cortés, Caguáit, Alba, Colón y San Miguel;
Durante la ocupación estadounidense de Filipinas  fue creada la provincia de Surigao que contaba con  14  municipios, uno de los cuales era Tago y uno de sus barrios Bayabas.
En 1918, el barrio de Tago,  dependente de Tandag, obtiene la categoría de municipio.
El  nuevo municipio contaba  5 barrios: Población, Aras-asán, Bacólod, Bayabas y Bitaugán.
El 20 de enero de 1953 ve mermado su término cuando se independiza el bario de  Caguáit
Apenas 8 años tras su creación, Bayabas optó por separarse, convirtiéndose en un nuevo municipio, corría al año de 1961.